# Hulemaleri
Hulemalerier og hellemalerier er betegnelsen for en type af billeder og bjergkunst malet på hule eller klippe vægge i forhistorisk tid.
De ældste kendte malerier er de cirka 32.000 år gamle hulemalerier fra stenalderen i den franske Grotte Chauvet. Det betyder, at malerkunsten er omkring seks gange ældre end skrivekunsten.
Hulemalerier viser ofte vilde dyr som heste, næsehorn, mammuter og løver og udføres ved at male klippevægge med rød okker og sort farvestof. Lignende arbejde på huler og klippevægge findes over hele verden.
Nogle mener, at hulemalerier er en tidlig form for malerkunst, som mange civilisationer siden udviklede.